# Bahnhof Štrba

Der Bahnhof Štrba ist ein Anschlussbahnhof im Norden der Slowakei in Štrba. Er ist besonders bei Eisenbahnfotografen aufgrund der Kulisse der Hohen Tatra und des hohen Güterverkehrsaufkommens bekannt. Zudem ist er der höchstgelegene Bahnhof der Slowakei, an dem Schnellzüge regelmäßig halten.

## Geschichtsüberblick

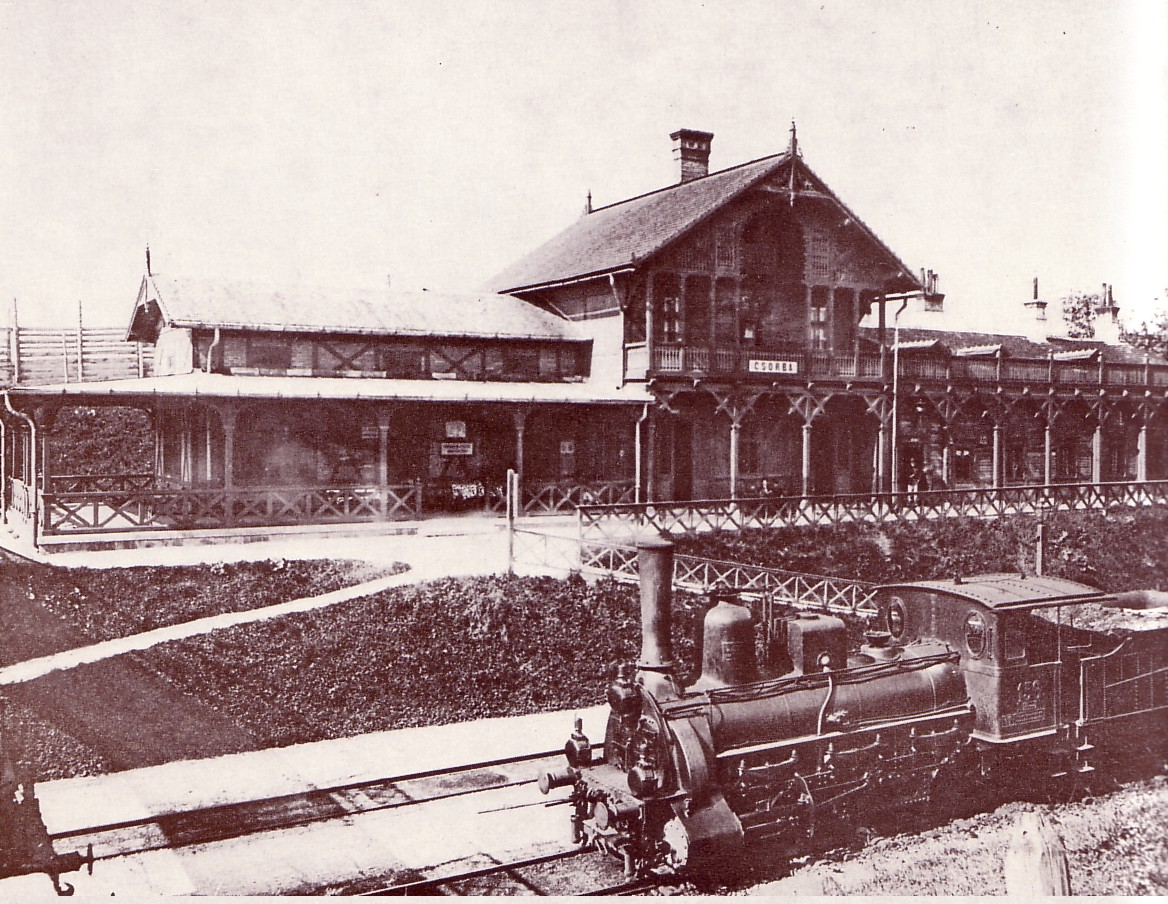
Der alte Bahnhof Tschirm um 1890 mit einer Lok der Kaschau-Oderberger Bahn (Foto von Pavel Socháň, Martin)

Für die Erschließung der Hohen Tatra war der Bau der Kaschau-Oderberger Eisenbahnlinie von entscheidender Bedeutung. Zu Beginn des 19. Jahrhunderts befand sich hier ein dicht bewaldetes, „Hochwald“ genanntes Gebiet, das die Wasserscheide zwischen Ostsee und dem Schwarzen Meer bildet. Der Streckenabschnitt Sillein–Deutschendorf wurde am 7. Dezember 1871 in Betrieb genommen. Damals entstand hier auf einer Höhe von 925 Metern über Normalnull die höchstgelegene Bahnstation der heutigen Slowakei „Hochwald“, die seit 1880 Tschirm (ungarisch Csorba, slowakisch Štrba) heißt. Dadurch wurde Tschirm, neben Deutschendorf, zu einem der wichtigsten Ausgangspunkte in die Hohe Tatra.
Nach der Gründung des Ungarischen Karpathenvereins (UKV) im Jahre 1873 nahm der Tourismus in der Hohen Tatra rapide zu. Im Bereich des Tschirmer Sees, der sich zu einem Luftkurort entwickelte, entstand eine Vielzahl von Hotels und Gästehäusern, weshalb man sich entschloss, zwischen Tschirm und Tschirmer See eine 4749 Meter lange Zahnradbahn zu bauen, die einen Höhenunterschied von 454 Metern überwand. Der Betrieb zwischen Tschirm und Tschirmer See wurde mittels zweier Zuggarnituren gewährleistet, die jeweils aus einer Lok und zwei Wagen bestanden. Die Dampflokomotiven wurden im Jahr 1896 von der Lokomotivfabrik Wien-Floridsdorf hergestellt. Bei der 30-minütigen Bergfahrt wurden die Wagen grundsätzlich geschoben. Damit war das Gebiet um den Tschirmer See touristisch vollkommen erschlossen.

## Zugverkehr

### Reiseverkehr
Im Bahnhof halten, außer einigen Autoreisezügen und vereinzelten RegioJets, alle auf der Bahnstrecke Košice–Žilina verkehrenden Reisezüge. Hier beginnt die Zahnradbahn nach Štrbské Pleso.

### Güterverkehr
Es herrscht recht reger Güterverkehr, vor allem mit Kohlezügen nach Košice. Züge aus Richtung Poprad-Tatry müssen im Bahnhof halten, um die Schiebelokomotive abzukuppeln.

## Bahnanlagen
Das Obergeschoss des Empfangsgebäudes dient als Talstation der Zahnradbahn nach Štrbské Pleso und trägt betrieblich die Bezeichnung Štrba OŽ. Im Untergeschoss befinden sich Fahrkartenschalter sowie Warteräume. An den Normalspurgleisen gibt es einen Haus-, einen breiteren sowie mehrere schmalere Inselbahnsteige, die den Ausstieg auf beiden Seiten des Zuges ermöglichen. Die Inselbahnsteige dürfen vom Hausbahnsteig aus erst nach Einfahrt des Zuges betreten werden.